# Bordardoué
Bordardoué est un hameau de la commune du Palais à Belle-Île-en-Mer dans le département du Morbihan

## Site géologique
Sur la plage de Bordadoué se trouve un éperon rocheux remarquable du point de vue géologique. Ce rocher, haut de 10 m, est un affleurement constitué de séries de plis alternés de tufs fins et de microquartzites datant du Paléozoique moyen.
Le site fait partie des sites classés sur le plan géologique au niveau national.

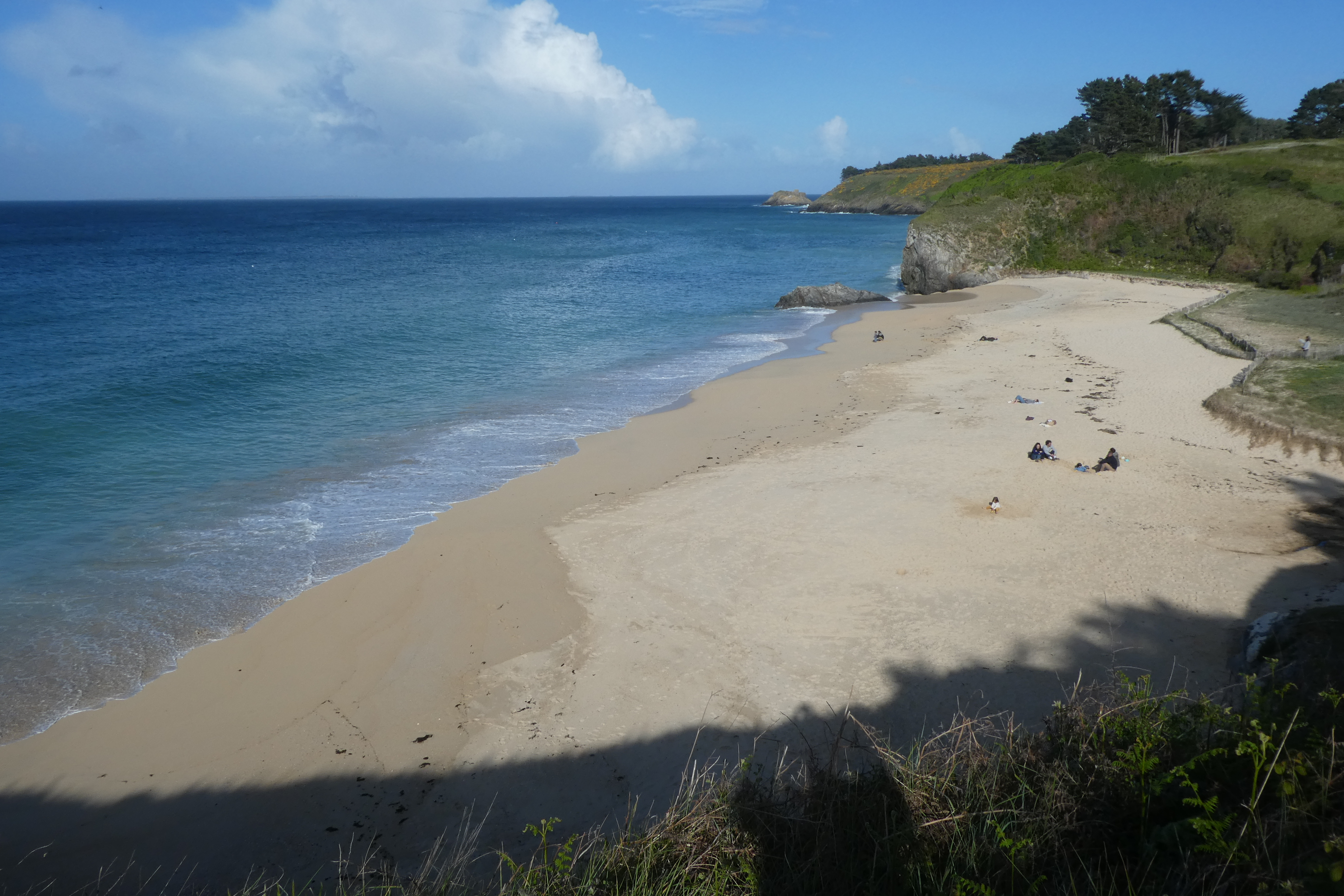
Plage de Bordardoué.
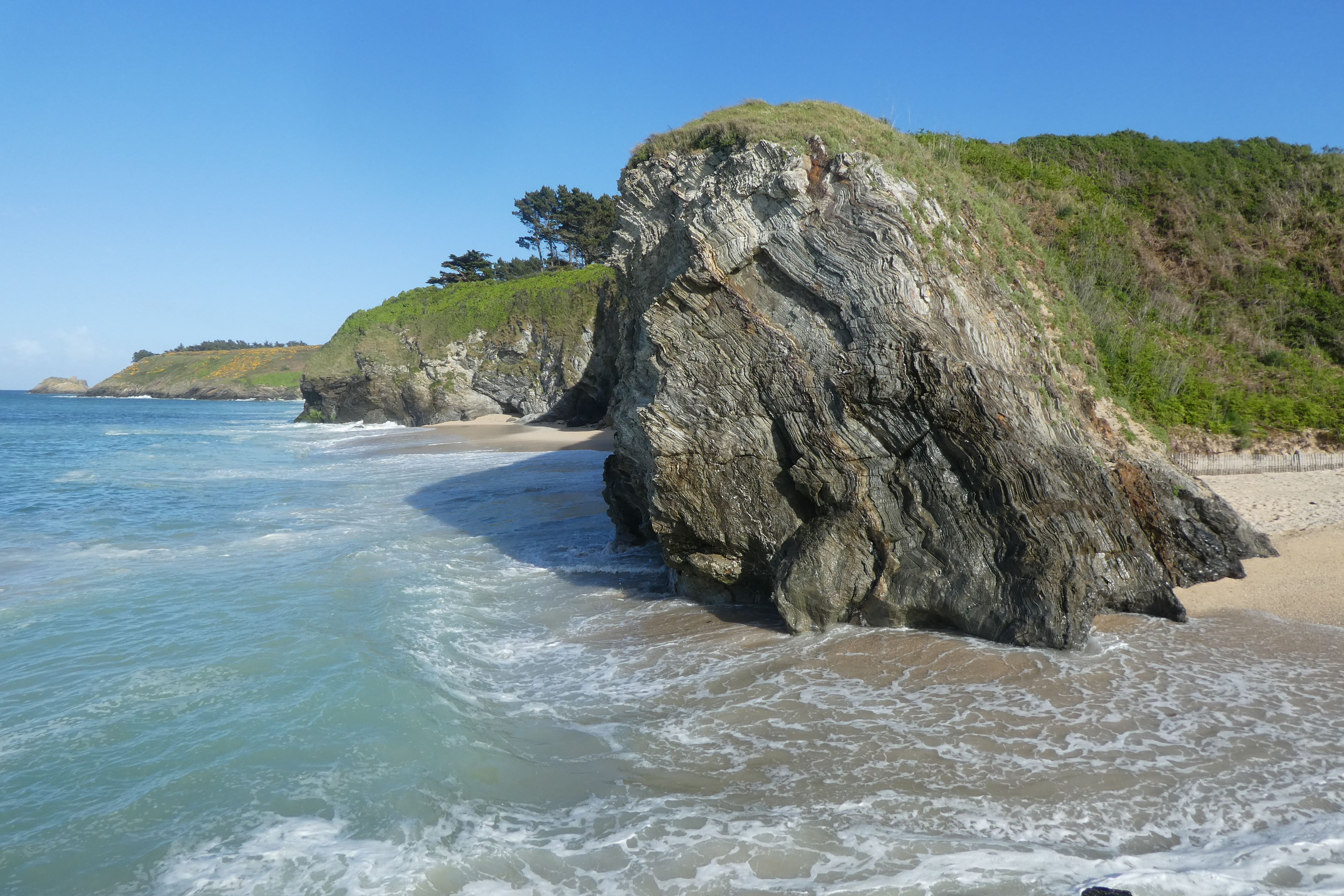
Eperon avec plis.
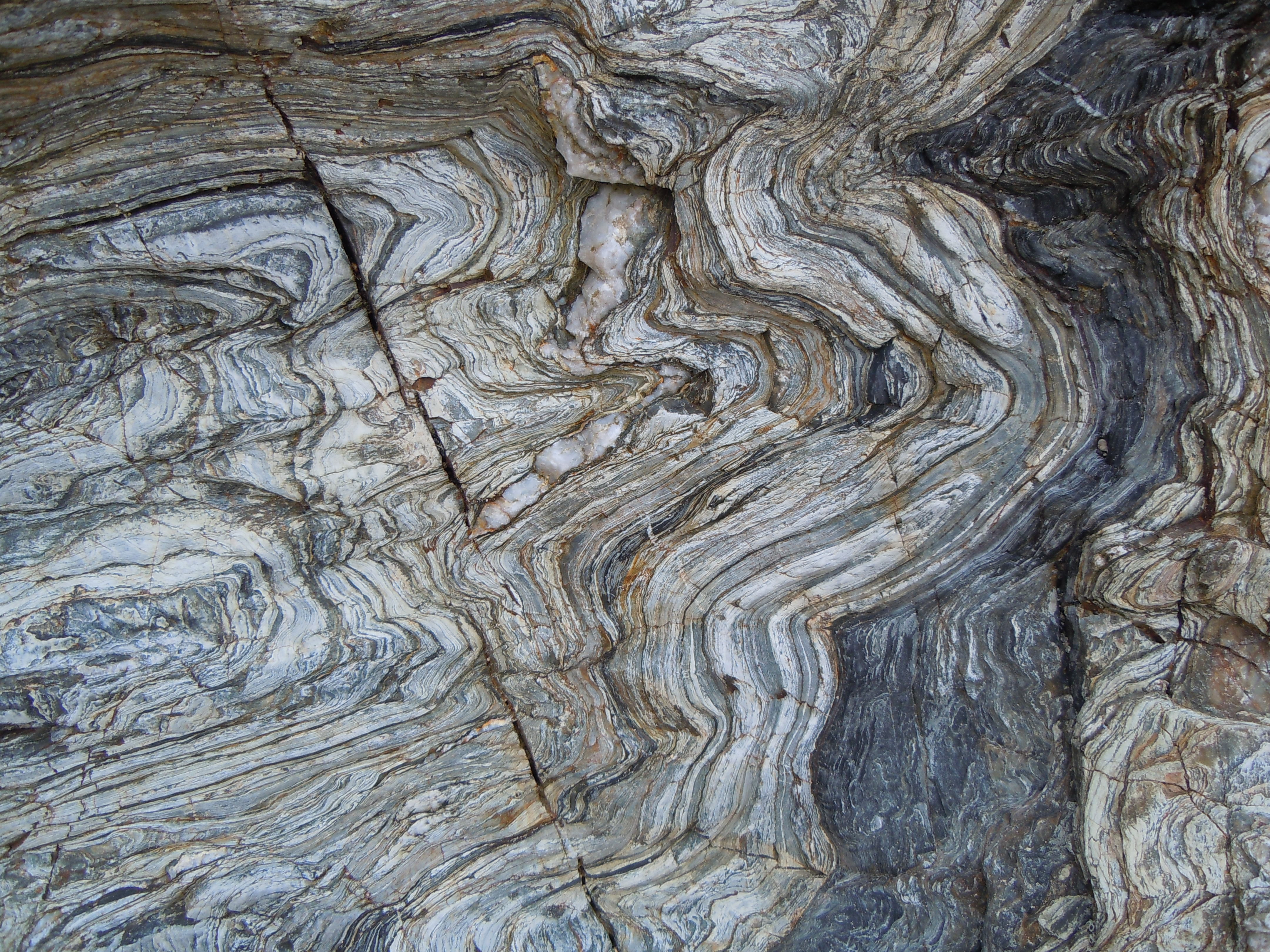
Plis de tuf et de quartzite graphitique.
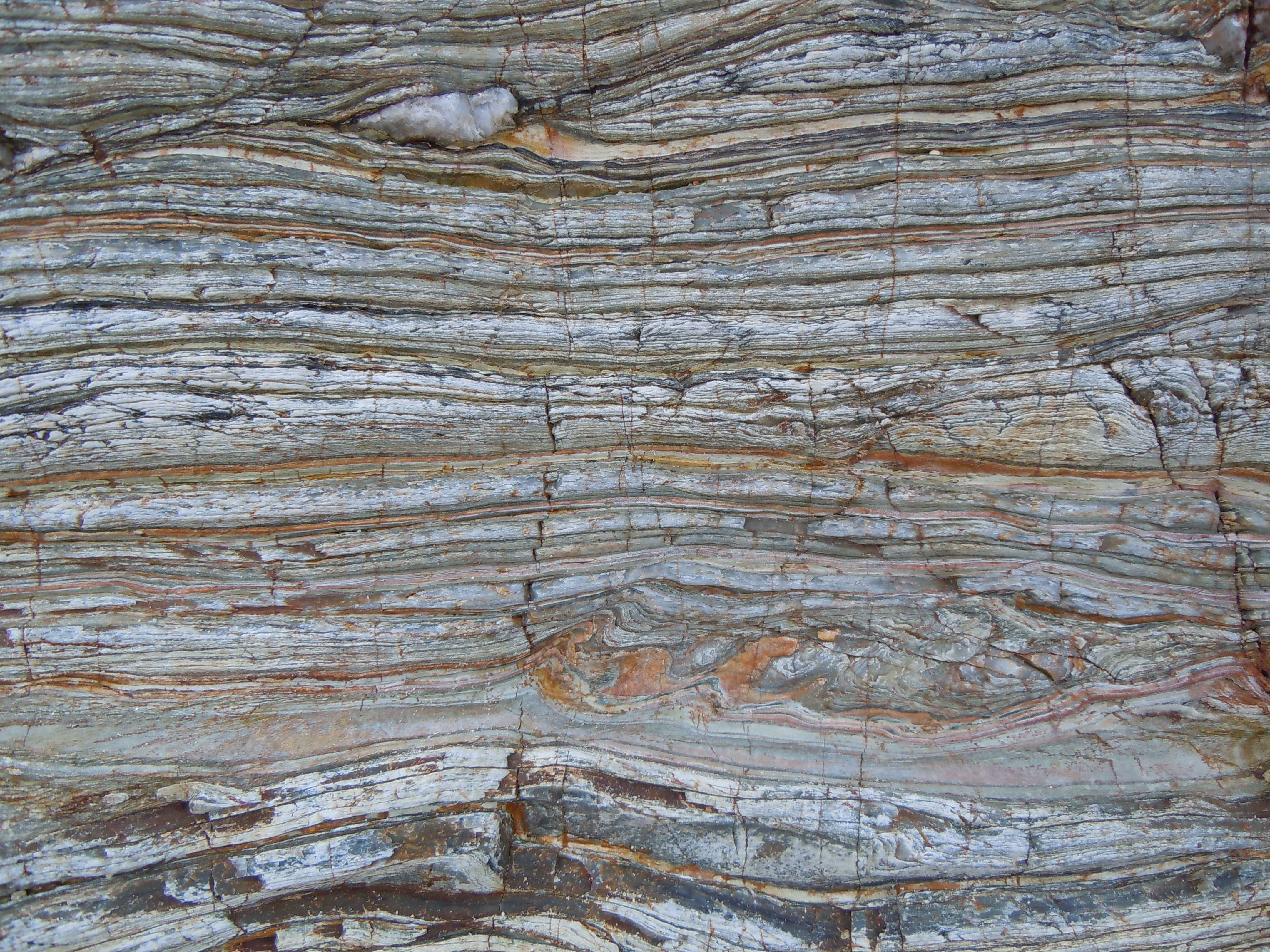
Strates horizontales,  (dimension de la vue 20 × 30 cm).
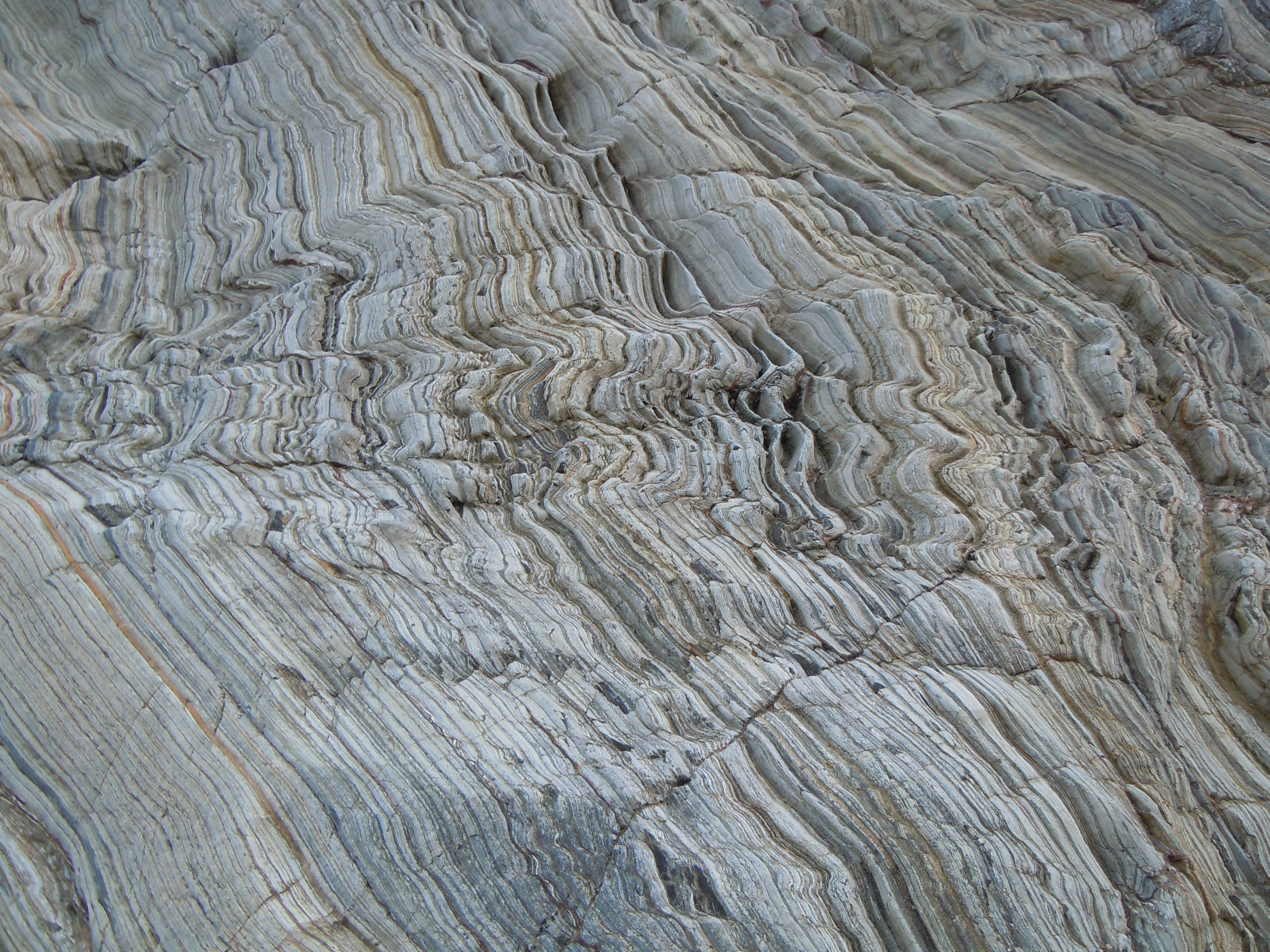
Strates plissées de quelques millimètres d'épaisseur.
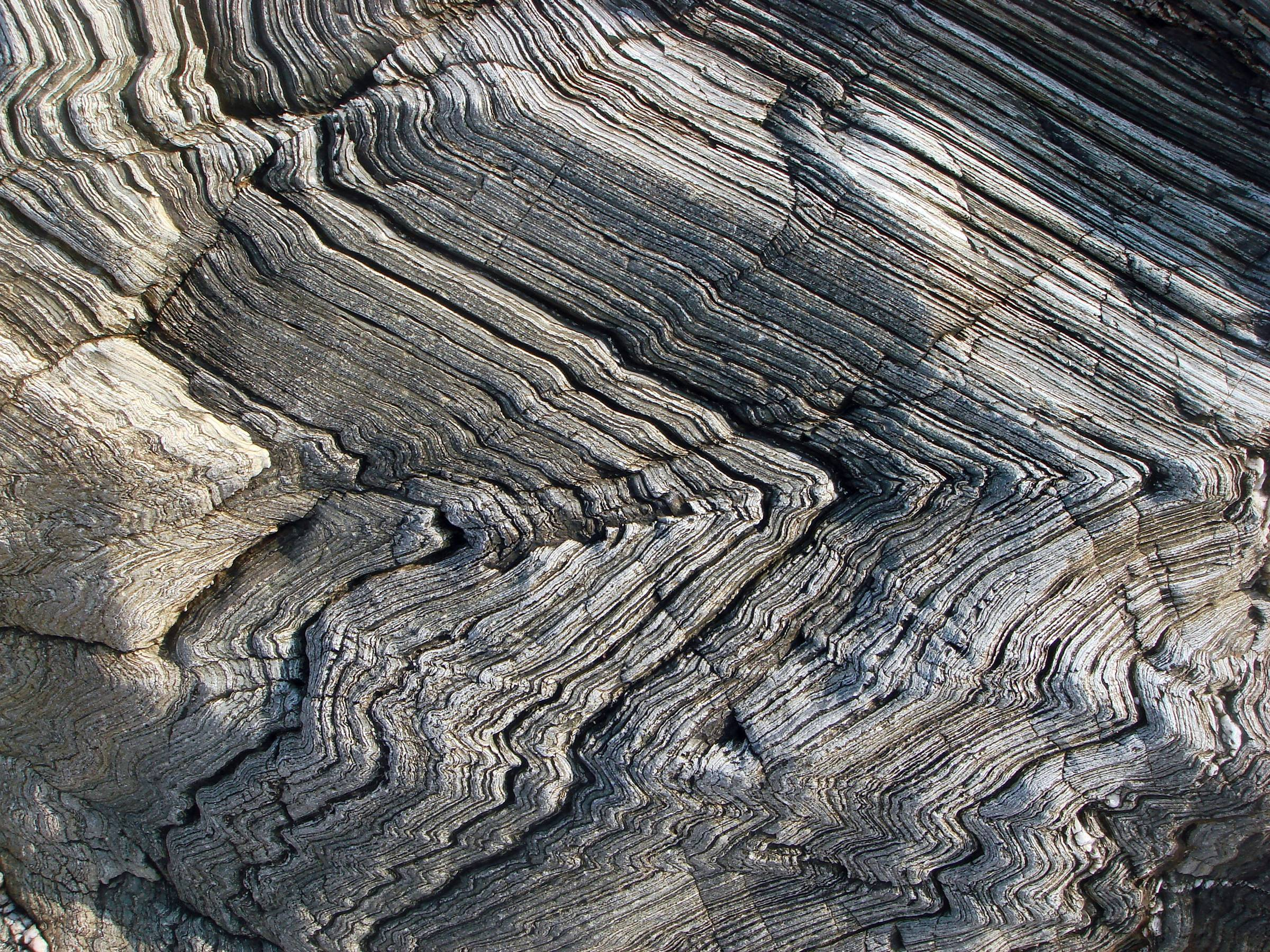
Pli en Chevron.